# دموية التغذية

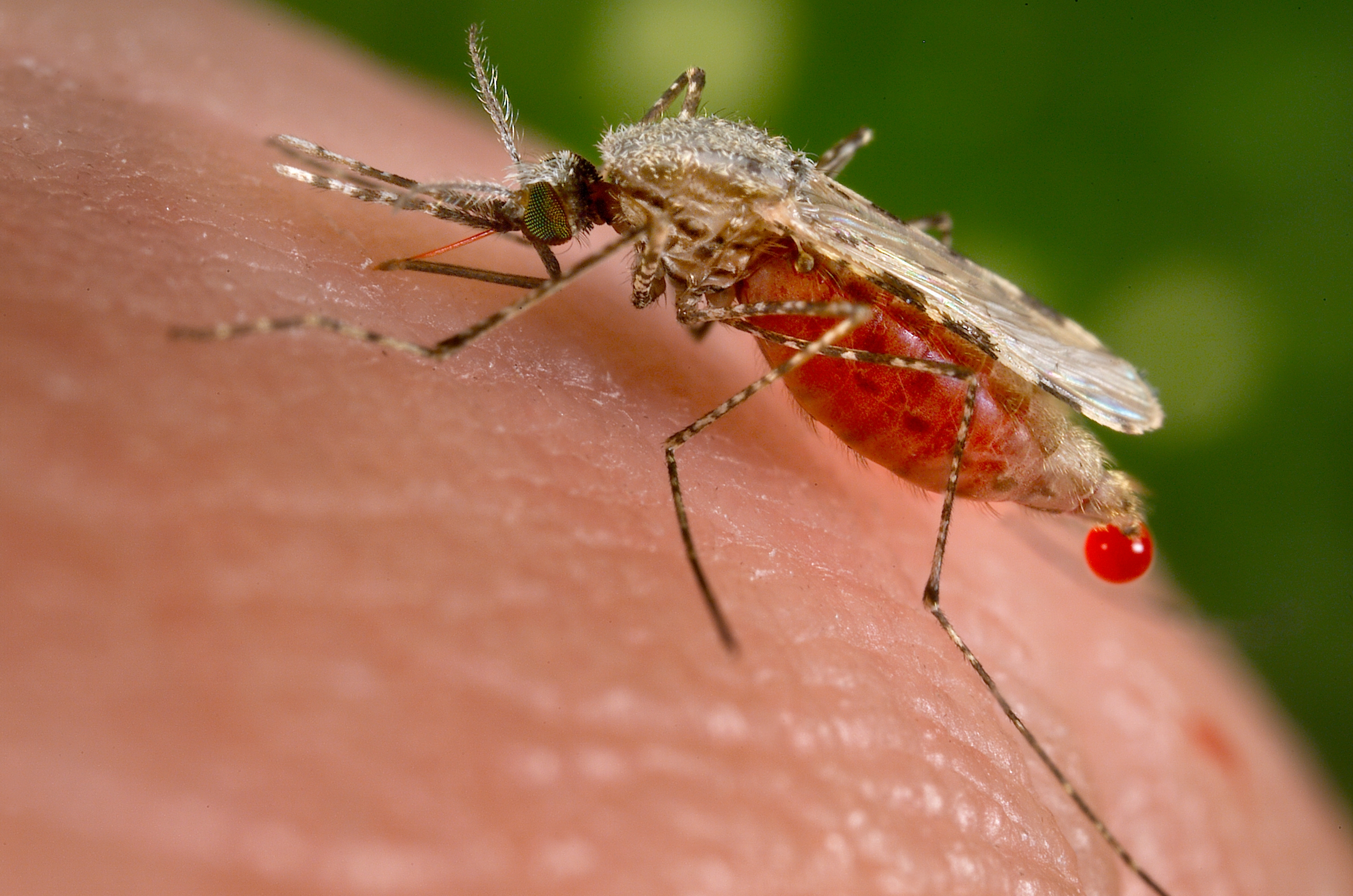
صورة لبعوضة الأنوفليس استيفنسي وهي تحصل على وجبة الدم بواسطة الخرطوم الحاد من خلال "لدغة" جسم الإنسان. لاحظ قطرة الدم وهي تدفق بصفة رجعية من التجويف البطني المحتقن لها. وتعتبرهذه البعوضة الناقل لمرض الملاريا والمنتشر بين مصر للصين.

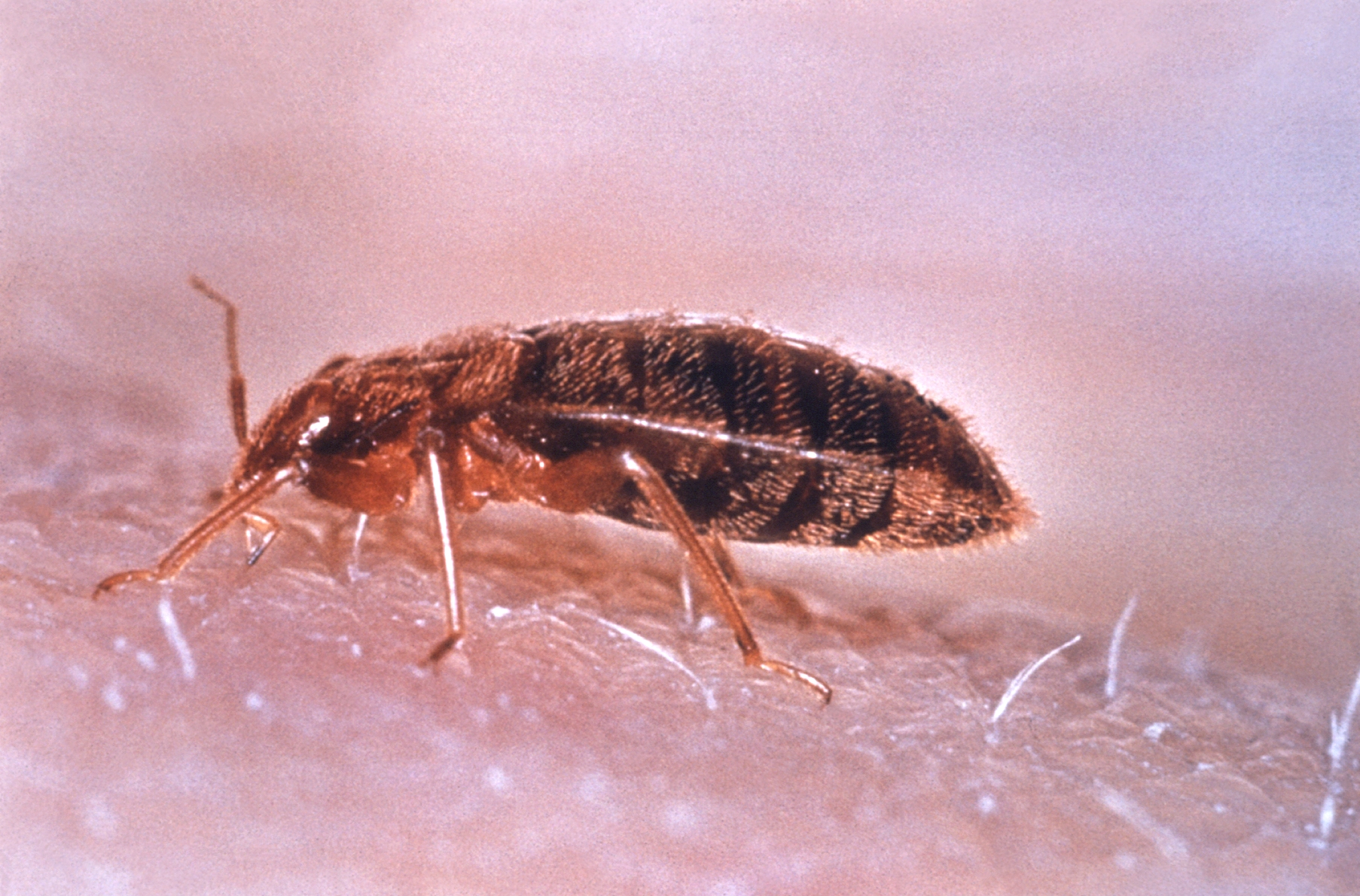
بق الفراش

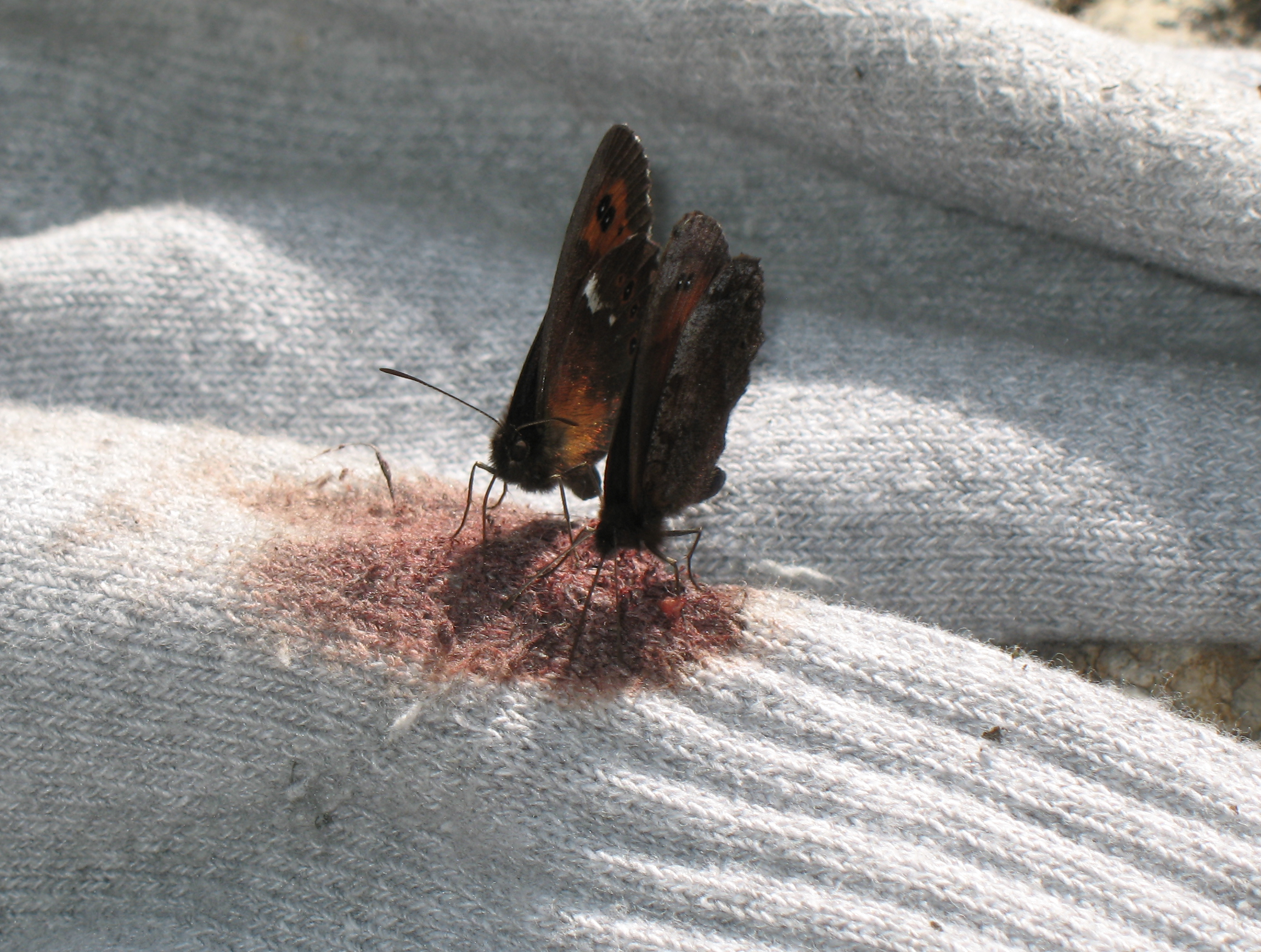
Gatekeeper فراشات غاتكبير (الإسم العلمي :Pyronia tithonus)وهي تمتص الدم مباشرة رغم وجود الجورب.

دموية التغذية أو الدَّامي أو الدَّامية أو متغذى على الدم أو مايعرف «آكلة الدم» (أحيانا تكتب بالإنجليزية على نحو haematophagy أو hematophagia (هو ما يقوم به بعض أنواع الحيوانات من متغذيات الدم حيث تتغذى بالدم (أصل الكلمة إغريقية على جزئيين حيث كلمة هيما - αἷμα haima وتعني بالإنجليزية الدم "blood" بينما الجزء الثاني هو φάγειν phagia وتعني بالإنجليزية يتغذى أو يأكل "to eat". ومن المعروف بأن الدم هو سائل خلوي غني بالبروتينات المغذية والدهون الضرورية والتي يمكن الحصول عليها بسهولة من غير تكلف، لذلك يعتبر آكل الدم من الأساليب المفضلة للتغذية من قبل العديد من الحيوانات الصغيرة، على سبيل المثال الديدان والمفصليات. ومن الأمثلة على ذلك أيضا نوع من النيماتودا المعوية (نيماتودا كلمة إغريقية وتعنى الديدان الخيطية أو الثعبانية) يسمى علميا Ancylostomids، حيث يتغذى على الدم الممتص من الشعيرات الدموية للأمعاء، وحوالي 75 في المئة من جميع أنواع جنس دودة العلق (leeches) مثل ما يعرف بالهيرودينا (دودة العلق الطبي) تعتبر مفترسات أو أشبه متطفلات دموية تتغذى بالدم فقط. بالإضافة هناك بعض الأنواع من الأسماك مثل “اللامبرى” و «الكانديرو»، والثدييات كخفافيش «الفامبيير» وبعض أنواع طيورمصاصة الدماء مثل العصافير مصاصة الدماء، والطيور المحاكية، وطائر القلاع تريستان، ونقار الثور، تعتبر دموية التغذية.

## الآلية والتطور
تشتمل حيوانات دموية التغذية على أجزاء فموية خاصة وبعض العوامل الكيميائية لاختراق أنسجة الأوعية الدموية في جلد العائل وهو غالبا من الثدييات والطيور والسمك. هذا النوع من التغذية يعرف كخزع الوريد (أصل الكلمة إغريقية، phleps "vein" الوريد، و tomos "cutting" خزع أو قطع).
وحين تتم عملية «خزع الوريد» (في بعض أنواع الحشرات من خلال خرطوم رفيع كالإبرة، حيث يستطيع ثقب الجلد والشعيرات الدموية، بينما تستخدم خفافيش مصاصة الدماء أسنان قاطعة وحادة كحدة «الحلاقة» لاختراق وقطع الجلد)، وهناك طريقتين للحصول على الدم من العائل: إما عن طريق الامتصاص المباشر من الأوردة أو الشعيرات الدموية،   تدفق الدم للخارج بعد عملية خزع الوريد، أوعن طريق اللف (كماهو الحال عند الخفافيش). ولتجنب حدوث عمليات تخثر الدم،  أو ضيق في الأوعية الدموية، أو الالتهابات، أو حدوث ألم متزامن مع عملية خزع الوريد لدى العائل، تلجأ حيوانات «متغذيات الدم» إلى استخدام حلول مطورة كيميائيا في اللعاب لديها، على سبيل المثال، قد تطورت الأساليب المستخدمة لما قبل الحقن، والتخدير، وتوسيع الشعيرات الدموية عند بعض حيوانات دموية التغذية.وهذا مما جعل لبعض العلماء القدرة على تطوير أدوية مضادة للتخثر من خلال دراسة المواد في اللعاب لعدة أنواع من متغذيات الدم، مثل جنس دودة العلق (هيرودين).
تصنف حيوانات دموية التغذية إما اجبارية أو اختيارية. «دموية التغذية الاجبارية» وهي الحيوانات التي لاتستطيع العيش على أي نوع غذاء آخر. ومن الأمثلة على ذلك حشرة البق القاتلة في جنوب أمريكا، وتعرف بالاسم العلمي Rhodnius prolixus، وكذلك حشرة بق الفراش، والتي تصيب الإنسان، وتعرف بالاسم العلمي Cimex lectularius.بينما «دموية التغذية الاختيارية» وهي الحيوانات التي لها القدرة على الأقل على الاعتماد على مصدر غذائي آخر«غير الدم»، في مرحلة على الأقل من المراحل الجنسية الناضجة.وتشتمل الأمثلة على  العديد من أجناس البعوض، كالنوع المسمى علميا  Aedes aegypti، 
حيث يتغذى ذكور البعوض لهذا النوع تغذية معتمدة  على حبوب اللقاح وعصير الفاكهة (فقط) في حين أن الإناث هذا البعوض دموية التغذية، لاتتغذى إلا عن طريق دم  الثدييات فقط. في المقابل، أجناس anautogenou، تستطيع الإناث العيش بدون الحصول على الدم كغذاء، ولكن لابد أن تستهلك الدم لإنتاج البيض والتناسل (تعرف «دموية التغذية الاجبارية» أيضا بالمصطلح العلمي anautogenou).
ولقد تطورت ممارسة دموية التغذية بشكل مستقل عن بعض أنواع المفصليات، وأنواع من الحشرات annelid، و nematode، ولدى أنواع ثدييات taxa. ومن الأمثلة على هذا التطور: تحتوي حشرة تعرف بالمسمى العلمي " Diptera" (وهي حشرة تحمل جناحين، كالذبابة) على أحد عشر عائلة، تعتبر متغذيات الدم (أكثر من نصف حيوانات دموية التغذية من مفصليات جنس taxa. بالإضافة: حوالي 14,000 نوع من المفصليات هي «آكلة للدم»، واشتملت كذلك على بعض الأنواع التي لم تعتبر سابقا منها، مثال عليها، حشرة «العث» من جنس " Calyptra".والجدير بالذكر، قد تطورت بعض التكيفات البيولوجية المكملة لحيوانات دموية التغذية، والتي تميز بها أمكنة العائل (مثال الظلام، حيث تعتبر معظم هذه الحيوانات ليلية وصامتة لتجنب كشفها) وتتمثل هذه التطورات في وجود مستكشفات حساسية كيمايائية أو فيزيائية لبعض المركبات كالعرق عند العائل، غاز ثاني أكسيد الكربون، الحرارة، الضوء، والحركة وغيرها.

## الأهمية الطبية
ومن أخطر مايتميز به حيوانات دموية التغذية، وماتشمله في عملية «امتصاص الدم» بواسطة قدرتها على (خزع الوريد) كفعل سحب الدم، ومايترتب من تعرض العائل للتلوث بأنواع المكيروبات، والفيروسات، والطفيليات التي تنتقل بالدم. لذلك العديد من الأوبئة والأمراض المعدية عند الإنسان، تنتقل بواسطة حيوانات «آكلة الدم» مثال على ذلك: الطاعون الدبلي، ومرض Chagas، وحمى الضنك، والتهاب الدماغ الشرقي في الخيول، وداء الخيطيات، وداء الليشمانيات، ومرض Lyme، والملاريا، وداء الكلب، ومرض النوم، والتهاب الدماغ في St. Louis، ومرض tularemia، والتيفوئيد، والحمى المعروفة Rocky Mountain spotted ، حمى زيكا، وغيرها الكثير. 
في المقابل: هناك العديد من أنواع الحشرات والعناكب لها أهمية طبية مختلفة لقدرتها على التغذية بالدم على سبيل المثال على تلك الأجناس sandfly، blackflyالذبابة السوداء، tsetse fly ذبابة تسي تسيbedbug، البق القاتلة assassin bug، البعوض mosquito، tick، القملة louse، miteالسوس، midge، والبرغوث flea. 
ومن الإضافات الطبية كذلك، استخدم بعض الأطباء لأنواع من  متغذيات الدم لأغراض مفيدة (كالعلاج بالهواء). وأيضا استخدام بعض الأطباء حشرة العلق الطبي كعلاج  لمنع مشاكل تخثر الدم على بعض الجروح بعد الجراحة أو الصدمة. من مميزات  مضادات التخثر المستخلصة من لعاب هذه الحشرات مخبريا،  أنها  تحافظ على تدفق الدم الجديد إلى موقع الإصابة، وفي الواقع تمنع حدوث العدوى لتزيد من فرصة استعادة الصحة والشفاء التام. وتشير  دراسة حديثة أن استخدام دواء معدل جنينيا يعرف بالمصطلح العلمي desmoteplase والذي تم تعديل تركيبه اعتمادا على المركبات المكونة لسائل اللعاب في نوع من الخفافيش يعرف باسم  Desmodus rotundus (خفاش «فامبيير») لتحسين الحالة  لدى مرضى السكتة الدماغية.

## دموية التغذية والإنسان
كما تعتمد بعض من المجتعمات الإنسانية على استخدام الدم كالشرب أوصناعة المواد الغذائية والأطعمة الشهية. على سبيل المثال، تستخدم الشعوب من ماساي الإفريقية مشروب دم البقر مختلطة بالحليب كغذاء أساسي.وعلى حسب ماقاله «ماركو بولو»: وقد يشربوا المغول في حالة الضرورة الدم من خيولهم.وتأكل العديد من المجتعمات  في أنحاء العالم الحلوى السوداء.ولدى بعض المجتمعات الأخرى طقوس تقليدية في استخدام الدم مثل شعب"Moche"، وكذلك شعب ال"Scythians": شعب الرحل من روسيا، الذين اعتادوا على شرب أول دماء للعدو بعد قتلهم في المعركة. وقد تعكس بعض الطقوس الدينية والرموز الخاصة على مفهوم دموية التغذية على سبيل السياق، كتقديم النبيذ بالدم لقربان المقدس المسيحي. ولاشك بوجود بعض الحالات النفسية للمرضى المماثلة لهذا المفهوم أيضا. ويعتبر امتصاص أو لعق الدم من منطقة الجرح عادة بشرية كذلك عن البعض، وقد تكون بكميات صغيرة حيث لاتجعله سلوك من المحرمات.وأخيرا: تعتبر ظاهرة مصاص الدماء البشري من المواضيع المثيرة للاهتمام الأدبي والثقافي.

## أقرأ أيضا
- تشوباكابرا
- مستودع طبيعي
- الأمراض المنقولة بالقراد
- انتقال (طب)
- مرض حيواني المنشأ